# Moqīseh
Moqīseh (persiska: مقیسه, Moghīs̄eh, Magīsā) är en ort i Iran.   Den ligger i provinsen Khorasan, i den nordöstra delen av landet, 500 km öster om huvudstaden Teheran. Moqīseh ligger 855 meter över havet och antalet invånare är 644.
Terrängen runt Moqīseh är platt.Runt Moqīseh är det ganska glesbefolkat, med 29 invånare per kvadratkilometer. Moqīseh är det största samhället i trakten. Trakten runt Moqīseh är ofruktbar med lite eller ingen växtlighet.